# Ushan Çakır
Ushan Çakır (Karşıyaka, 29 dicembre 1984) è un attore turco.

## Biografia
Nato nel 1984 nel di distretto di Karşıyaka, in provincia di Smirne (Turchia), Ushan Çakır dopo aver completato l'istruzione primaria e secondaria, ha deciso di iscriversi presso il conservatorio statale dell'Università di Istanbul, dove al termine degli studi ha conseguito la laurea.
Nel 2003 ha iniziato la sua carriera di recitazione con li ruolo di Savaş nel film televisivo Evlat. Nel 2005 ha ricoperto il ruolo di Barış nella serie Belalı Baldız. Nel 2008 ha compiuto il proprio debutto cinematografico nel film Başka Semtin Çocukları. Nel 2008 e e nel 2009 ha fatto parte del cast della serie Gece Gündüz, nel ruolo di Yavuz / Damat Ferit. Nel 2011 ha interpretato il ruolo di Arda nella serie Leyla ile Mecnun. Nel 2013 ha ottenuto il ruolo di Özgür nella serie 20 Dakika e quello di Cemal nel film Sev Beni.
Nel 2014 è stato scelto per interpretare il ruolo di Celil Kamilof nella serie La ragazza e l'ufficiale (Kurt Seyit ve Şura), insieme agli attori Kıvanç Tatlıtuğ, Farah Zeynep Abdullah, Fahriye Evcen, Birkan Sokullu, Seda Güven, Elçin Sangu e Demet Özdemir. Nel 2015 ha fatto parte del cast della serie Kara Ekmek, nel ruolo di Çetin. Nel 2016 e nel 2017 ha interpretato il ruolo di Hezârfen Ahmed Çelebi nella serie storica Il secolo magnifico: Kösem (Muhteşem Yüzyıl Kösem). Nel 2017 ha vestito i panni di Mehmet nella serie Kara Yazı e quelli di Arsen nel film Cingöz Recai: Bir Efsanenin Dönüşü, seguiti nel 2018 da quelli di Volkan nella serie Masum Değiliz e da quelli di Emre Çelen nella serie Ufak Tefek Cinayetler.
Nel 2019 è entrato a far parte del cast della serie Avlu, nel ruolo di Tolga e a quello della serie Ferhat ile Şirin, nel ruolo di Sadık, seguito nel 2020 dal ruolo di Salih Bozok nella serie Ya İstiklal Ya Ölüm. Nel 2020 e nel 2022 ha ottenuto il ruolo di Zagan Pascià nella web serie storica L'Impero Ottomano (Rise of Empires: Ottoman). Nel 2021 si è unito al cast della serie Kahraman Babam, nel ruolo di Cem, a quello del film Hai mai visto le lucciole? (Sen Hiç Ateşböceği Gördün mü?), nel ruolo di Hazım e a quello del film Beni Çok Sev, nel ruolo di Müfettiş. Nel 2022 è apparso con il ruolo di Nazif nella serie Cezailer e con quello di Semih nel film LCV (Lütfen Cevap Veriniz), seguito nel 2023 dal ruolo di Atilla Özyılmaz nella serie The Family (Aile) e dalla web serie Rumi. Nel 2023 e nel 2024 ha ottenuto il ruolo di Şirazi nella serie Mevlânâ Celâleddîn-i Rûmî, seguito nel 2024 dal ruolo del commissario Cemil Öz nella serie Kül Masalı, da quello di Ozan nel film Art of Love (Romantik Hırsız) e da quello di Hamza nel film Bağlar, Kökler ve Tutkular.

## Filmografia

### Attore

#### Cinema
- Başka Semtin Çocukları, regia di Aydın Bulut (2008)
- Celal Tan ve Ailesinin Aşırı Acıklı Hikayesi, regia di Onur Ünlü (2011)
- Dedemin İnsanları, regia di Çağan Irmak (2011)
- Uzun Hikâye, regia di Osman Sınav (2012)
- Sev Beni, regia di Mehmet Bahadır Er e Maryna Er Gorbach (2013)
- Cingöz Recai: Bir Efsanenin Dönüşü, regia di Onur Ünlü (2017)
- I Am You, regia di Sonia Nassery Cole (2019)
- Omar and Us, regia di Mehmet Bahadir Er e Maryna Er Gorbach (2019)
- Hai mai visto le lucciole? (Sen Hiç Ateşböceği Gördün mü?), regia di Andaç Haznedaroğlu (2021)
- Beni Çok Sev, regia di Mehmet Ada Öztekin (2021)
- LCV (Lütfen Cevap Veriniz), regia di İsmet Kurtuluş e Kaan Arıcı (2022)
- Art of Love (Romantik Hırsız), regia di Recai Karagöz (2024)
- Bağlar, Kökler ve Tutkular, regia di Sunay Terzioglu (2024)

#### Televisione
- Evlat, regia di Aram Gülyüz – film TV (Kanal 7, 2003)
- Belalı Baldız – serie TV, 2 episodi (ATV, 2005)
- Gece Gündüz – serie TV, 29 episodi (Kanal D, 2008-2009)
- Kalp Ağrısı – serie TV (ATV, 2010)
- Güneydoğudan Öyküler Önce Vatan – serie TV (Show TV, 2010)
- Leyla ile Mecnun – serie TV, 29 episodi (TRT 1, 2011)
- Kayıp Şehir – serie TV, 1 episodio (Kanal D, 2012)
- Sultan – serie TV, 1 episodio (Kanal D, 2012)
- 20 Dakika – serie TV, 25 episodi (Star TV, 2013)
- La ragazza e l'ufficiale (Kurt Seyit ve Şura) – serie TV, 19 episodi (Star TV, 2014)
- Kara Ekmek – serie TV, 36 episodi (ATV, 2015)
- Il secolo magnifico: Kösem (Muhteşem Yüzyıl Kösem) – serie TV, 11 episodi (Fox, 2016-2017)
- Kara Yazı – serie TV, 6 episodi (Kanal D, 2017)
- Masum Değiliz – serie TV, 6 episodi (ATV, 2018)
- Ufak Tefek Cinayetler – serie TV, 13 episodi (Star TV, 2018)
- Avlu – serie TV, 13 episodi (Star TV, 2019)
- Ferhat ile Şirin – serie TV, 6 episodi (Fox, 2019)
- Ya İstiklal Ya Ölüm – serie TV, 12 episodi (TRT 1, 2020)
- Menajerimi Ara – serie TV, 1 episodio (Star TV, 2020)
- Kahraman Babam – serie TV, 8 episodi (Show TV, 2021)
- The Family (Aile) – serie TV, 11 episodi (Show TV, 2023)
- Mevlânâ Celâleddîn-i Rûmî – serie TV (TRT 1, 2023-2024)
- Kül Masalı – serie TV, 10 episodi (TRT 1, 2024)

#### Web TV
- L'Impero Ottomano (Rise of Empires: Ottoman) – web serie, 7 episodi (Netflix, 2020, 2022)
- İlk ve Son – web serie, 4 episodi (BluTV, 2021)
- Cezailer – web serie, 8 episodi (GAİN, 2022)
- Rumi – web serie, 10 episodi (tabii, 2023)

#### Cortometraggi
- Une femme à la mer, regia di Celine Baril (2022)

### Doppiatore

#### Televisione
- Hayat Mucizelere Gebe – serie TV, 7 episodi (Kanal D, 2015-2016)

### Produttore

#### Cinema
- LCV (Lütfen Cevap Veriniz), regia di İsmet Kurtuluş e Kaan Arıcı (2022)

#### Cortometraggi
- The Second Night, regia di Ali Tansu Turhan (2020)

## Teatro
- Anna Karenina di Lev Tolstoj e Helen Edmundson, presso il teatro Kent (2006)
- Açık Denizde di Sławomir Mrożek, presso il teatro Kent (2007)
- Kuyruk di Israel Horowitz, presso il teatro Kent (2007)
- Korku Tüneli di Philip Ridley, presso il teatro Sıfır Nokta İki (2010)
- Bazı Sesler di Joe Penhall, presso il teatro Sıfır Nokta İki (2010)
- Kurabiye Ev di Mark Schultz, presso il teatro Yan Etki (2012)
- Iska di Fuat Mete, presso il Krek (2013-2014)

## Doppiatori italiani
Nelle versioni in italiano dei suoi film e delle sue serie TV, Ushan Çakır è stato doppiato da:
- Gabriele Pellicanò[33] ne La ragazza e l'ufficiale[34], Art of Love[35]
- Alessandro Parise[36] in The Family[37]

## Riconoscimenti
- Afife Teatro Awards
  - 2016: Vincitore come Attore di maggior successo dell'anno in un ruolo secondario per lo spettacolo teatrale Göl Kıyısı

- Odesa International Film Festival
  - 2014: Vincitore come Miglior interpretazione per il film Sev Beni

- Sadri Alisik Theatre and Cinema Awards
  - 2015: Vincitore come Attore teatrale maschile di maggior successo dell'anno in un ruolo secondario per lo spettacolo teatrale Göl Kıyısı